# Lunel
Lunel är en kommun i departementet Hérault i regionen Occitanien i södra Frankrike. Kommunen ligger i kantonen Lunel som tillhör arrondissementet Montpellier. År 2022 hade Lunel 26 380 invånare.

## Befolkningsutveckling
Antalet invånare i kommunen Lunel
Referens:INSEE